# Konvenienzehe
Konvenienzehe (von lateinisch conveniens „übereinstimmend, angemessen, passend“: Übereinkunft), auch Vernunftehe oder Zweckehe, bezeichnet eine Ehe, die von den Eheleuten nicht aus einer gegenseitigen emotionalen Bindung zueinander eingegangen wird, sondern beiden bestimmte soziale oder finanzielle Vorteile verschafft. Darin unterscheidet sich die Zweckehe von der Liebesheirat, bei der bspw. die soziale Herkunft oder das Vermögen bei der Partnerwahl nur nachrangige Bedeutung haben.
Im bürgerlichen Zeitalter spielte der gesellschaftliche Stand bei der „standesgemäßen“ Heirat eine wichtige Rolle – eine unstandesgemäße Ehe (Mesalliance) hatte oft weitreichende gesellschaftliche Folgen. Eine Konvenienzehe wurde entweder aus eigener, bewusster Rücksicht auf die Konventionen geschlossen; oft wurde aber auch von Familien eine solche Heirat arrangiert, wobei es sich nicht unbedingt um eine Zwangsheirat handeln musste.
Heute wird die altmodische Bezeichnung Konvenienzehe nur noch selten gebraucht und bezeichnet dann meist eine Vernunftehe, bei der die Partner aus eigenem Willen die Ehe nicht aus wechselseitiger Zuneigung, sondern zum Zweck einer besonderen privaten Vereinbarung eingehen, beispielsweise um Homosexualität vor der Familie oder der Gesellschaft zu verbergen.
Verallgemeinernd wird der Begriff auch verwendet, um das Eingehen einer Partnerschaft zwischen Gruppen wie politischen Parteien mit einem gemeinsamen Ziel oder zum wechselseitigen Vorteil zu beschreiben.